# Acciano
Acciano là một đô thị thuộc tỉnh l'Aquila trong vùng Abruzzo của Ý. Đô thị này có diện tích 32 km², dân số 401 người. Các làng trực thuộc: Beffi, Roccapreturo, Succiano, San Lorenzo. Các đô thị giáp ranh gồm: Caporciano, Molina Aterno, Navelli, San Benedetto in Perillis, Secinaro, Tione degli Abruzzi